# Anpanman
Soreike! Anpanman (それいけ!アンパンマン, Go! Anpanman) é um dos mais populares animes infantis no Japão criado por Takashi Yanase. Em 2011, o personagem principal foi eleito, durante dez anos consecutivos, o mais popular no Japão entre crianças de 0 a 12 anos, em uma pesquisa realizada pela Bandai. A série intitulada Anpanman (アンパンマン) é escrita por Takashi Yanase e sua publicação foi iniciada em 1973. A versão televisiva é produzida pela Nippon Television e pela Tokyo Movie Shinsha. Começou a ser exibida em 1998 e até hoje continua sendo transmitida no Japão. 

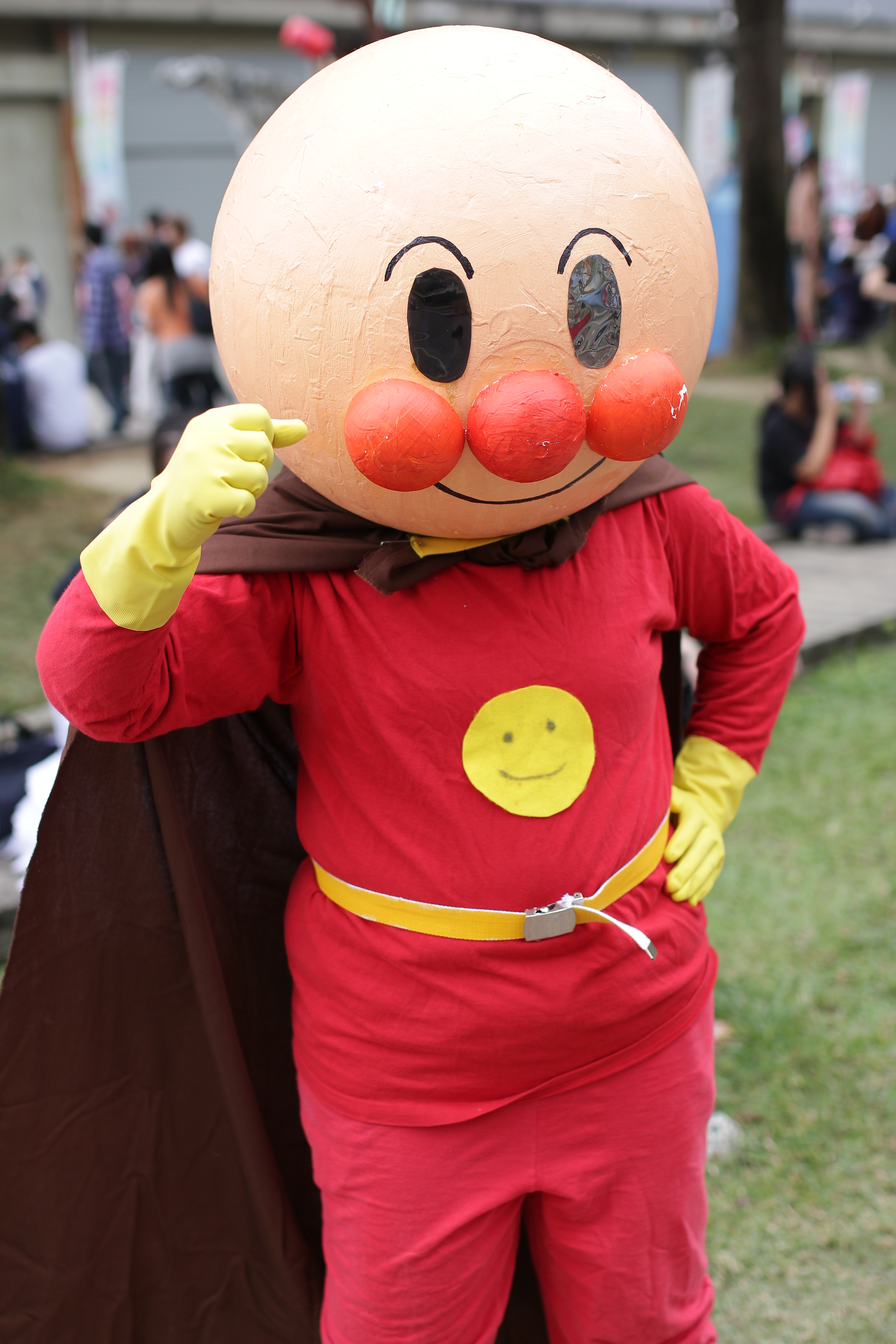
Cosplayer de Anpanman

A franquia tem uma vasta linha de produtos. Os personagens de Anpanman aparecem em praticamente todos os produtos infantis, desde roupas, jogos eletrônicos, brinquedos e até em produtos alimentícios. Em 26 de setembro de 2006, o livros da série já haviam vendido mais de 50 mil cópias no Japão.

## Personagens

### Amigos
- Anpanman: personagem principal do desenho. É um pão de anko（Anpan - アンパン) feito pelo cozinheiro Jam e luta contra as forças do mal.

- Tio Jam: chamado de Jam Ojisan no Japão, é o cozinheiro que criou o Anpanmam. Toda vez que Anpanman, Shokupanman ou Currypanman chegam muito machucados, molhados ou com partes devoradas, ele assa uma nova cabeça em seu forno, revitalizando os heróis.
- Batako: chamada de Batako San (de Butter - バター, manteiga) no Japão, é a assistente atrapalhada do velho Jam.
- Cheese: cachorro do velho Jam que vive ajudando Anpanman.
- Shokupanman: um dos amigos de Anpanman que o ajuda a enfrentar os inimigos. Sua cabeça é um pão-de-forma (Shiokupan - 食パン） e é muito vaidoso.

- Currypanman: outro amigo de Anpanman que o ajuda a enfrentar os inimigos. Ele é muito temperamental e vive tendo ataques de raiva. Sua cabeça é feita de um pão com curry (Currypan - カレーパン).
- Melonpanna: Amiga de Anpanman. Sua cabeça é um doce de melão, melonpan ou melon bun (メロンパン), muito popular no Japão.
- Rollpanna: Irmão de Mellonpanna que sofre de dupla personalidade.

- Omusubiman: samurai muito honroso e habilidoso no uso de katana. Sua cabeça é um omusubi(ou onigiri).

### Inimigos
- Baikinman: é o grande inimígo de Anpanman que anda para lá e para cá com seu disco-voador de antenas. Baikin (バイキン) significa bactéria em japonês e no contexto do desenho ele é o líder das bactérias e da cárie. Seu maior desejo é destruir Anpanman e disseminar doenças, frutos de uma má higiene.
- Dokinchan: é a irmã de Baikinman. Ela não se importa muito com os planos de seu irmão, sempre pensando o benefício dela mesma. Tem uma paixão pelo Shiyokupanman, sendo o único a fazê-la agir corretamente (até a impedir os planos maléficos do irmão). Seu nome deriva de Dokin (ドキン), onomatopéia japonesa para batida de coração, denotando assim uma personagem apaixonada.
- Kabirunrun: são germes que trabalham para Baikinman, fazendo tudo o que ele manda. Kabi (かび) significa mofo em japonês.